# Pancasila
Pancasila (panca -cinci, sila - filosofie în sanscrită), fondată de Sukarno în 1 iulie 1945, a devenit filosofia națiunii indoneziene și stă la baza funcționării statului indonezian. Cele cinci principii sunt:
1. Credința într-un Dumnezeu Suprem Unic;
2. Societatea umană dreaptă și civilizată;
3. Unitatea Indoneziei;
4. Democrația, călăuzită de înțelepciunea umanității, rezultată în urma deliberării profunde a reprezentaților aleși;
5. Justiție socială pentru întregul popor al Indoneziei.

Pe scurt, cele cinci principii de bază sunt: naționalism, internaționalism, democrație, justiție socială și credință.